# Странджево
Странджево е село в Южна България. То се намира в община Крумовград, област Кърджали.

## География
Село Странджево се намира в планински район, на брега на река Арда.

## Население
Численост и дял на етническите групи според преброяването на населението през 2011 г.:
|                     | Численост | Дял (в %) |
| Общо                | 587       | 100,00    |
| Българи             | 18        | 3,06      |
| Турци               | 554       | 94,37     |
| Цигани              | 0         | 0,00      |
| Други               | 0         | 0,00      |
| Не се самоопределят | 0         | 0,00      |
| Неотговорили        | 13        | 2,21      |